# Eibhlis Farrell
Eibhlis Farrell (ur. 27 lipca 1953 w Rostrevor)  – irlandzka kompozytorka i pedagog.

## Życiorys

### Edukacja
Eibhlis Farrell urodziła się w Rostrevor, w hrabstwie Down. Ukończyła studia w Queen's University w Belfaście, gdzie uzyskała muzyczny bakalaureat (BMus). Następnie studiowała kompozycję w University of Bristol m.in. u Raymonda Warrena, uzyskując tytuł Master of Arts in Music (MMus). W 1988 podjęła studia doktoranckie z zakresu kompozycji na Uniwersytecie Rutgersa w New Jersey, pod kierunkiem Charlesa Wuorinena i Roberta Moevsa, które ukończyła w 1991, uzyskując tytuł doktora (PhD) .

### Działalność pedagogiczna
W 1983 została mianowana zastępcą dyrektora Dublin College of Music . Następnie zarządzała Conservatory of Music and Drama (przemianowanym na College of Music) w Dublin Institute of Technology. Była wykładowcą muzyki i edukacji muzycznej w St. Mary’s University College w Belfaście. Jest zapraszana na gościnne odczyty w wielu instytucjach w Irlandii, Wielkiej Brytanii i Stanach Zjednoczonych.
Jako pedagog specjalizuje się w kompozycji, orkiestracji i aranżacji, teorii muzyki, analizie muzycznej, muzyce współczesnej i edukacji muzycznej.
Obecnie (2018) jest szefem Music and Creative Media oraz dyrektorem Centre for Research in Music (irl. Ionad Taighde Ceoil), w Dundalk Institute of Technology. Jest członkiem Royal Society of Arts oraz stowarzyszenia Aosdána, w którym wchodziła w skład jego 10-osobowego komitetu zarządzającego (irl. Toscaireacht).

### Kariera artystyczna
Była kompozytorem gościnnym wielu międzynarodowych festiwali i konferencji, m.in. Anna Livia International Opera Festival w Dublinie, Music Summer School w Talloires organizowanej przez Tufts University i New England Conservatory of Music, West Wales Art, Cork International Choral Festival, konferencji Europejskiego Parlamentu Młodzieży w St Andrews, cyklicznych „Composers’ Choice” w National Concert Hall w Dublinie oraz „RTÉ Music Today”, a także Edinburgh Festival, czterech edycji International Festivals of Women in Music (Alaska, Wiedeń, Indiana i Fiuggi), Sonorities Festival w Queen's University w Belfaście oraz festiwali w Monte Carlo, Madrycie, Segowii, El Escorial, na Malcie i na Łotwie.
Jest artystą-rezydentem Arts Council of Northern Ireland w Banff Center w Kanadzie oraz artystą gościnnym w La Muse Artist Centre we Francji. W 2011 Uniwersytet Rutgersa uhonorował ją nagrodą Distinguished Alumna za wybitny wkład w dziedzinie muzyki i edukacji muzycznej.

## Twórczość
Charakterystyczną cechą stylu muzycznego Farrell jest koncentracja na fakturze i barwie w idiomie atonalnym. Szczególny wpływ wywarła na nią muzyka okresu średniowiecza i baroku. Stosowane przez nią techniki neobarokowe, takie jak polirytmia, fugato i zestawianie grup instrumentów, są szczególnie widoczne w Concerto grosso (1988). Wiele tekstów zawartych w jej muzyce wokalnej pochodzi z łacińskich i staroirlandzkich źródeł , m.in. często wykorzystuje teksty XII-wiecznej benedyktynki Hildegardy z Bingen. Korzysta także z utworów współczesnej dublińskiej pisarki i poetki Anne Le Marquand Hartigan .
Jej twórczość obejmuje utwory orkiestrowe, kameralne, instrumentalne, wokalne i chóralne oraz sceniczne (opery i muzykę teatralną). Komponuje na zamówienie wielu czołowych wykonawców i organizacji. Kompozycją Exaudi voces (1991) reprezentowała Irlandię w  International Rostrum of Composers w Paryżu w 1993 . Utwór Gleann na Sídhe (2011) został skomponowany na zamówienie Międzynarodowego Konkursu Pianistycznego w Dublinie (edycja 2012), a An Chruit Draíochta (2002) był zamówiony przez West Wales Arts.

## Ważniejsze kompozycje
(na podstawie materiałów źródłowych )

### Utwory sceniczne

#### Opery
- Exultet (1991)
- Tom's Cyber World (2007)

#### Muzyka teatralna
- Windfalls (1990)
- The Lovesong of Isabella and Elias Cairel (1992)
- The Silken Bed (1993)
- O Star Illumined by the Sun (1999)

### Utwory orkiestrowe
- A Day at the Races (An Afternoon Flutter) (1976)
- Popcorn Overture (1977)
- Threnody (1979)
- Romanza na flet i orkiestrę (1980)
- Concerto Grosso na 2 skrzypiec, wiolonczelę i orkiestrę smyczkową (1988)
- Sinfonia (1990)
- Soundshock (1992)
- Kilbroney Set na tradycyjne instrumenty irlandzkie i orkiestrę (1995)
- Island of Women (1996)

### Utwory kameralne i instrumentalne
- Five Trifles na obój i fortepian (1976)
- II kwartet smyczkowy (1977)
- Elegy na skrzypce i fortepian (1977)
- Trio fortepianowe (1978)
- Sonatine na klarnet i fortepian (1978)
- Musings na skrzypce solo (1982)
- Quadralogue na klarnet, rożek angielski, trąbkę i fagot (1982)
- Diversions na flet, skrzypce, wiolonczelę i klawesyn (1986)
- Procession na flet, rożek angielski, skrzpce i altówkę (1986)
- Conversation na skrzypce i wiolonczelę (1988)
- Six Candles on a Birthday Cake na klarnet i fortepian (1989)
- Quintalogue na 2 trąbki, róg, puzon i tubę (1989)
- Canson na skrzypce i fortepian (1991)
- Earthshine na harfę solo (1992)
- Orpheus Sings na skrzypce i gitarę (1992)
- Arioso na saksofon altowy solo (1994)
- Estampie na skrzypce solo (1994)
- Penelope Weaving na altówkę solo (1994)
- Skyshapes na flet solo (1994)
- Stillsong na wiolonczelę solo (1994)
- Morning Star na saksofon sopranowy i organy (2001)
- An Chruit Draíochta na harfę solo (2002)
- Conversation II na skrzypce i wiolonczelę (2002)
- Earthloops na klarnet solo (2003)
- Orpheus Sings na skrzypce i fortepian (2005)
- Time and Space Died Yesterday na klarnet basowy solo (2006)
- Angels Dancing on the Head of a Pin na gitarę solo (2008)
- The Bell of Bronach skrzypce solo (2009)
- Flightpath North na instrumenty dęte blaszane i perkusję (2009)
- Gleann na Sídhe – The Fairy Glen na fortepian solo (2011)
- Dancing at the Crossroads na instrumenty dęte drewniane (2013)

### Utwory wokalne
- Eleven Celtic Epigrams na mezzosopran i orkiestrę (1976)
- Now is a Moveable Feast na sopran i zespół kameralny (1979)
- Songs of Death mezzosopran i fortepian (1980)
- Three Feminist Lovesongs na baryton i fortepian (1987)
- Fáinne Geal an Lae na 2 soprany i harfę celtycką (1995)
- Oft in the Stilly Night na 2 soprany i fortepian (1995)
- Maria, Dolce Maria na 2 soprany i organy (2001)
- Pulchra es amica mea na mezzosopran, klarnet basowy i harfę (2005)
- Ave Maris Stella na sopran i kwartet smyczkowy (2009)
- Winter Sleeps na sopran i fortepian (2010)
- Soft Light of Moon na sopran i fortepian (2016)

### Utwory chóralne
- Moods na chór mieszany a cappella (1978)
- Christmas Carols (1989–2007)
- A Garland for the President na sopran i chór mieszany a cappella (1990)
- Exaudi Voces na sopran, alt, tenor, baryton i chór mieszany a cappella (1991)
- The Queen of Connemara na baryton, chór żeński, skrzypce i harfę celtycką (1995)
- The Star of the County Down na baryton, chór żeński, skrzypce i harfę celtycką (1995)
- Caritas Abundat na 2 soprany i chór mieszany a cappella (1995)
- Duo Seraphim na solistów, chór mieszany i orkiestrę (1997)
- O Rubor Sanguinis chór mieszany a cappella (1998)
- Setanta na sopran, chór mieszany i orkiestrę (2000)
- Ave Maria na sopran i chór żeński a cappella (2009)
- Cártaí Poist ó Dhúthaigh na gCatár na sopran i chór mieszany (2009)
- O Caro m'e il Sonno na chór mieszany (2011)
- Ave Regina Caelorum na sopran i chór mieszany (2016)
- Regina Caeli na sopran i chór mieszany (2016)